# 何淵
何淵（1422年—1481年），字有本，四川保寧府巴縣人，民籍，治《書經》，年三十三歲中式景泰五年甲戌科第三甲第九十一名進士。九月二十八日生，行三，曾祖何文奎；祖何廷恕；父何昇，教諭；母李氏。具慶下，妻向氏，兄溥；清，弟渶；潤。由國子生中式四川鄉試第十七名舉人，會試中式第七十四名。